# 荘斉帝姫
荘斉帝姫（そうせいていき）は、北宋の仁宗の九女。

## 経歴
聞喜県君董氏（後に充媛となり、貴妃を追贈された）の長女として生まれた。賢懿恭穆帝姫と荘儼帝姫の同母姉である。
仁宗は過度のストレスで自殺を図ったことがあったが、董氏は献身的に看護した。仁宗はこの恩に感じた。嘉祐4年4月25日（1059年6月8日）に公主が生まれ、嘉祐5年（1060年）に福安公主に封ぜられた。治平元年（1064年）6月、再従兄の英宗により康国長公主に進封された。治平4年（1067年）、神宗により鄭国大長公主に進封された。同年閏3月23日（5月9日）に薨去し、秦国大長公主の位を追贈された。
元符3年（1100年）3月、徽宗から陳国大長公主の位を再追贈された。政和4年（1114年）12月、荘斉大長帝姫の位を再追贈された。

## 伝記資料
- 『宋史』
- 『宋会要輯稿』
- 『秦国大長公主墓誌銘』